# الهولودومور في السياسة الحديثة
كان الهولودومور (مشتق من اللغة الأوكرانية «القتل تجويعًا») مجاعة مصطنعة قتلت ملايين الأوكرانيين في عامي 1932 و 1933 في أوكرانيا السوفييتية وأقاليم محاذية مأهولة من قبل أوكرانيين. تتباين الآراء والقناعات بشكل واسع حول الهولودومور بين الأمم. فهي تعتبر في أوكرانيا إبادة جماعية، ومارست وزارة الخارجية الأوكرانية ضغوطًا للاعتراف دوليًا بالمجاعة كإبادة جماعية. بحلول عام 2022، اعترف بالهولودومور كإبادة جماعية من قبل برلمانات 23 دولة والبرلمان الأوروبي، واعترفت به روسيا كجزء من المجاعة السوفيتية 1932-1933. حتى شهر يونيو من عام 2023، اعترفت 32 دولة بالهولودومور كإبادة جماعية (كان آخرها مجلس نواب هولندا في 7 يوليو من عام 2023).

## الخلفية
أثار تصنيف مجاعة الهولودومور كإبادة جماعية جدلًا أعزي جزئيًا إلى اعتراضات دارسي الهولوكوست الذين عارضوا تسييس مصطلح إبادة جماعية. شدد هؤلاء الدارسون على ضرورة وجود «نية لتدمير جماعة كاملة من البشر»، وبدلًا من استخدام كلمة «إبادة جماعية» كمصطلح وصفي للهولودومور، استخدموا مصطلح «إفناء جماعي». وكان رافايل ليمكين، الذي نحت مصطلح إبادة جماعية، متحدثًا بارزًا في اجتماع للأمريكيين الأوكرانيين عقد لإحياء الذكرى العشرين للمجاعة الأوكرانية في سبتمبر من عام 1953، ووصف مجاعة العامين 1932-1933 بأنها أحد جوانب إبادة جماعية في أوكرانيا ارتكبتها السلطات السوفييتية بين عامي 1926 و1946.

## الاعتراف
منذ عام 1926، اعترف بالهولودومور كإبادة جماعية من قبل البرلمان الأوكراني. وأطلقت وزارة الخارجية الأوكرانية حملات ومارست ضغوطًا على الأمم المتحدة ومجلس أوروبا للاعتراف بالهولودومور كإبادة جماعية. من بين الدول التي اعترفت بالهولودومور كإبادة جماعية أستراليا وبلجيكا والبرازيل وبلغاريا وكندا كولومبيا وجمهورية التشيك والإكوادور وإستونيا وفرنسا جورجيا وألمانيا والمجر وآيسلندا ومجلس شيوخ إيرلندا ولاتفيا وليتوانيا والمكسيك ومولدوفا وهولندا والباراغواي والبيرو وبولندا والبرتغال ورومانيا وسلوفينيا وأوكرانيا والمملكة المتحدة والولايات المتحدة الأمريكية والكرسي الرسولي في الفاتيكان. ومع إقرار كونغرس الولايات المتحدة لقرار الاعتراف عبر مجلسي الشيوخ والنواب الأمريكيين، اعترفت بصورة مماثلة حكومات وبرلمانات عديد من الدول الأخرى بصورة رسمية أيضًا بالهولودومور كفعل إبادة جماعية.
في شهر نوفمبر من عام 2022، اعترف بالهولودومور كإبادة جماعية من قبل ألمانيا ومجلس شيوخ إيرلندا ومولدوفا ورومانيا والمعارضة البيلاروسية في المنفى. وقارن البابا فرانسيس الحرب الروسية في أوكرانيا وتدميرها الممنهج للبنية التحتية المدنية ب «الهولودومور والإبادة الجماعية المروعة» في خطاب ألقاه في ساحة القديس بطرس.
وحتى شهر يوليو من عام 2023، اعترفت 32 دولة بالهولودومور كإبادة جماعية.
اعترفت الدول التالية بالهولودومور كإبادة جماعية:
- أستراليا 28 أكتوبر 1993
- بلجيكا 10 مارس 2023
- البرازيل 26 أبريل 2022
- بلغاريا 1 فبراير 2023
- كندا 20 يونيو 2003
- كولومبيا 21 ديسمبر 2007
- كرواتيا مسودة القرار في 15 يونيو 2023 وأقر في 28 يونيو
- جمهورية التشيك 6 أبريل 2022
- الإكوادور 30 أكتوبر 2007
- إستونيا 20 أكتوبر 1993
- فرنسا 28 مارس 2023
- جورجيا 20 ديسمبر 2005
- ألمانيا 30 نوفمبر 2022
- المجر 26 نوفمبر 2003
- آيسلندا 22 مارس 2023
- إيرلندا 24 نوفمبر 2022 (أقر القانون من قبل مجلس الشيوخ الإيرلندي، ما يزال بحاجة لإقراره من قبل دويل أيرن)
- لاتفيا 13 مارس 2008
- ليتوانيا 24 نوفمبر 2005
- لوكسمبورغ 13 يونيو 2023
- المكسيك 19 فبراير 2008
- مولدوفا 24 نوفمبر 2022
- هولندا 7 يونيو 2023
- الباراغواي 25 أكتوبر 2007
- البيرو 19 يونيو 2007
- بولندا 4 ديسمبر 2006
- البرتغال 2 مارس 2017
- رومانيا 24 نوفمبر 2022
- سلوفاكيا 20 يونيو 2023
- سلوفينيا 23 مايو 2023
- أوكرانيا 28 نوفمبر 2006
- المملكة المتحدة 25 مايو 2023 (أقر القانون من قبل مجلس العموم)
- الولايات المتحدة الأمريكية 11 ديسمبر 2018 (أقر القانون من قبل مجلس النواب، وأقر في 4 أكتوبر 2018 من قبل مجلس الشيوخ)
- الفاتيكان 2 أبريل 2004

ومن بين الهيئات السياسية الأخرى التي أقرت مجالسها التشريعية قرار الاعتراف بالهولودومور كإبادة جماعية:
- الاتحاد الأوروبي 15 ديسمبر 2022

وقعت العديد من الدول على إعلانات في بيانات في الجمعية العامة للأمم المتحدة مؤكدة أن الهولودومور «كان كارثة وطنية تعرض لها الشعب الأوكراني» تسببت بها «أعمال وسياسات قاسية من قبل النظام الشمولي». صدرت بيانات مماثلة كقرارات من قبل منظمات دولية، كالبرلمان الأوروبي والجمعية البرلمانية لمجلس أوروبا ومنظمة الأمن والتعاون في أوروبا واليونسكو.
من بين الدول التي وقعت على إعلانات للأمم المتحدة عن الهولودومور ألبانيا والأرجنتين وأستراليا والنمسا وأذربيجان وبلجيكا وبلغاريا وكندا وتشيلي وكولومبيا وجمهورية التشيك وكرواتيا والدانمارك والإكوادور وإستونيا وفنلندا وفرنسا وجورجيا والمجر وآيسلندا وإيرلندا وإسرائيل ولاتفيا وليشتنشتاين وليتوانيا ولوكسمبورغ والمكسيك ومولدوفا وموناكو الجبل الأسود والباراغواي والبيرو وبولندا والبرتغال وسلوفاكيا وإسبانيا وأوكرانيا والولايات المتحدة الأمريكية.

### اعتراف وطني

#### أوكرانيا
خلال معظم الفترة السوفييتية، كانت مجاعة العامين 1932-1933 موضوعًا من بين المحرمات في أوكرانيا السوفييتية. وفي أعقاب سلسلة من الأحداث، مثل صدور كتاب روبيرت كونكويست حصاد الحزن في عام 1986 وبث صوتي لقراءته على إذاعة أوروبا الحرة وتقرير اللجنة الأمريكية لعام 1988 حول مجاعة أوكرانيا وتأثير السياسة السوفييتية الجديدة لغلاسنوست، بات مقبولًا التطرق العلني إلى موضوع المجاعة. سمح الأمين العام للحزب الشيوعي الأوكراني فولوديمير شيربيتسكي لباحثي الحزب والدولة بالوصول إلى الأرشيف الرسمي وأوكل إليهم مهمة تكذيب الادعاءات حول وجود سبب مصطنع للمجاعة. بصورة غير متوقعة، توصل تقرير اللجنة السوفييتية إلى أن المجاعة لم تكن تدليسًا للحقائق. أقر الحزب الشيوعي الأوكراني قرارًا يلوم «المنحى الإجرامي الذي تبعه ستالين والحاشية المقربة منه».
في 15 مايو من عام 2003، أقر البرلمان الأوكراني أيضًا قرارًا يعلن بأن المجاعة كانت فعل إبادة جماعية نظم عن عمد من قبل الحكومة السوفييتية ضد الأوكرانيين. في 28 نوفمبر من عام 2006، أقر البرلمان قرارًا يعترف بالهولودومور كفعل إبادة جماعية ضد «الشعب الأوكراني» وجعل الإنكار العلني لكل من الهولودومور والهولوكوست غير قانوني. أيدت مسودة مشروع القانون من قبل تكتل يوليا تيموشينكو (118 نائبًا) حزب أوكرانيا التي لنا (79 نائبًا) والاشتراكيون (30 نائبًا) و4 نواب مستقلون وحزب الأقاليم (نائبان). وعارض الحزب الشيوعي الأوكراني مسودة المشروع. ولم يصوت 200 نائب على مسودة المشروع. في المحصلة، أيد 233 نائبًا مسودة مشروع القانون، وهو رقم يزيد عن الحد الأدنى المطلوب البالغ عدده 226 صوت لإقرار القانون رسميًا. تطلب تطبيق القانون تعديل القانون الجنائي الذي لم يشرع قط.
في عام 2007، أعلن الرئيس الأوكراني فيكتور يوشتشينكو أنه يريد «قانون جديدًا يجرم إنكار الهولودومور»، بما في ذلك تسمية الهولودومور بأنه إبادة جماعية أو لا، إلا أن هذا القانون لم يجر تبنيه مطلقًا. اتهم الأمين العام للحزب الشيوعي بيترو سيمونينكو الرئيس يوشتشينكو بأنه «استخدم المجاعة لإثارة الكراهية» وذكر أنه «لم يكن هناك أي تعمد على الإطلاق بالتسبب بمجاعة».
في 12 يناير من عام 2010، بدأت محكمة الاستئناف في كييف جلسات استماع حول «حقيقة هولودومور الإبادة الجماعية في أوكرانيا في عامي 1932-1933». وفي شهر مايو من عام 2009، بدأ جهاز الأمن الأوكراني تحقيقًا جنائيًا «يتعلق بالإبادة الجماعية في أوكرانيا في عامي 1932-1933». وأقرت محكمة الاستئناف في كييف في 13 يناير من عام 2010 بأن «قادة النظام البلشفي الشمولي مذنبون 'بإبادة جماعية بحق الجماعة الوطنية الأوكرانية في عامي 1932-1933 من خلال تسبب مصطنع لشروط معيشة كانت تهدف إلى دمار الجماعة الجسدي الجزئي». أسقطت المحكمة الإجراءات الجنائية ضد قادة مثل جوزيف ستالين وفياتيشسلاف مولوتوف ولازار كاغانوفيتش وستانيسلاف كوسيور وبافل بوستيشيف وفلاس تشوبار وآخرين كانوا قد توفوا قبل أعوام. بات القرار ساري المفعول في 21 يناير من عام 2010.

#### أستراليا
تبنى مجلس الشيوخ الأسترالي القرار رقم 680 في 30 أكتوبر من عام 2003، الذي نص على أن:
المجلس الشيوخ الأسترالي يقر
- بأن عام 2003 هو الذكرى ال 70 للمجاعة التي فرضت على أوكرانيا والتي تسببت بها أفعال متعمدة لحكومة ستالين الشيوعية للاتحاد الجمهوريات الاشتراكية السوفييتية
- وبأن نحو 7 مليون أوكراني قضوا نحبهم جوعًا نتيجة السياسات الستالينية في عامي 1932-1933 وحدهما، وأن ملايين آخرين فقدوا حياتهم في التطهيرات التي تلت ذلك على امتداد بقية العقد
- وأن هذا يشكل واحدًا من أفظع أعمال الإبادة الجماعية في التاريخ